# Dieudonné de Gozon
Dieudonné de Gozon (Francia, ... – 1353) è stato un Gran Maestro dell'Ordine di Malta dal 1346 fino alla sua morte.
Egli era originario di una nobile famiglia della Linguadoca, in Francia. Egli ottenne il soprannome di Extinctor Draconis ("uccisore di draghi" in latino).
Tra il 1347 e il 1348 il Gran Maestro mostrò il proprio coraggio quando l'ordine venne chiamato in aiuto dal Re Costantino VI d'Armenia, assediato dalle armate del Sultano d'Egitto.

## Il drago di Rodi
La leggenda vuole che sull'isola di Rodi, in Grecia, risiedesse un drago che vivesse nascosto nelle locali paludi e che uccidesse il bestiame degli allevatori locali. Malgrado gli ordini del Gran Maestro de Villeneuve di non disturbare il mostro, Gozon uccise il dragone, e pose la sua testa su uno dei sette cancelli della cittadella medioevale di Rodi. La testa era ancora visibile un secolo fa, quando un biologo commentò il fatto che essa consistesse semplicemente di parte di un enorme coccodrillo.
Viene citato all'inizio del capitolo quarto di "Ventimila leghe sotto i mari" di Jules Verne.